# Salangane linchi
Collocalia linchi
Espèce
Statut de conservation UICN

 LC  : Préoccupation mineure
La Salangane linchi (Collocalia linchi) est une espèce d'oiseaux de la  famille des Apodidae. Elle est parfois appelée Salangane des cavernes.

## Répartition et sous-espèces
Selon la classification de référence du Congrès ornithologique international (version 15.1, 2025) :
- Collocalia linchi ripleyi Somadikarta, 1986 — Bukit Barisan ;
- Collocalia linchi linchi Horsfield & Moore, 1854 — Java, Madura et Bawean ;
- Collocalia linchi dedii Somadikarta, 1986 — Bali et Lombok.

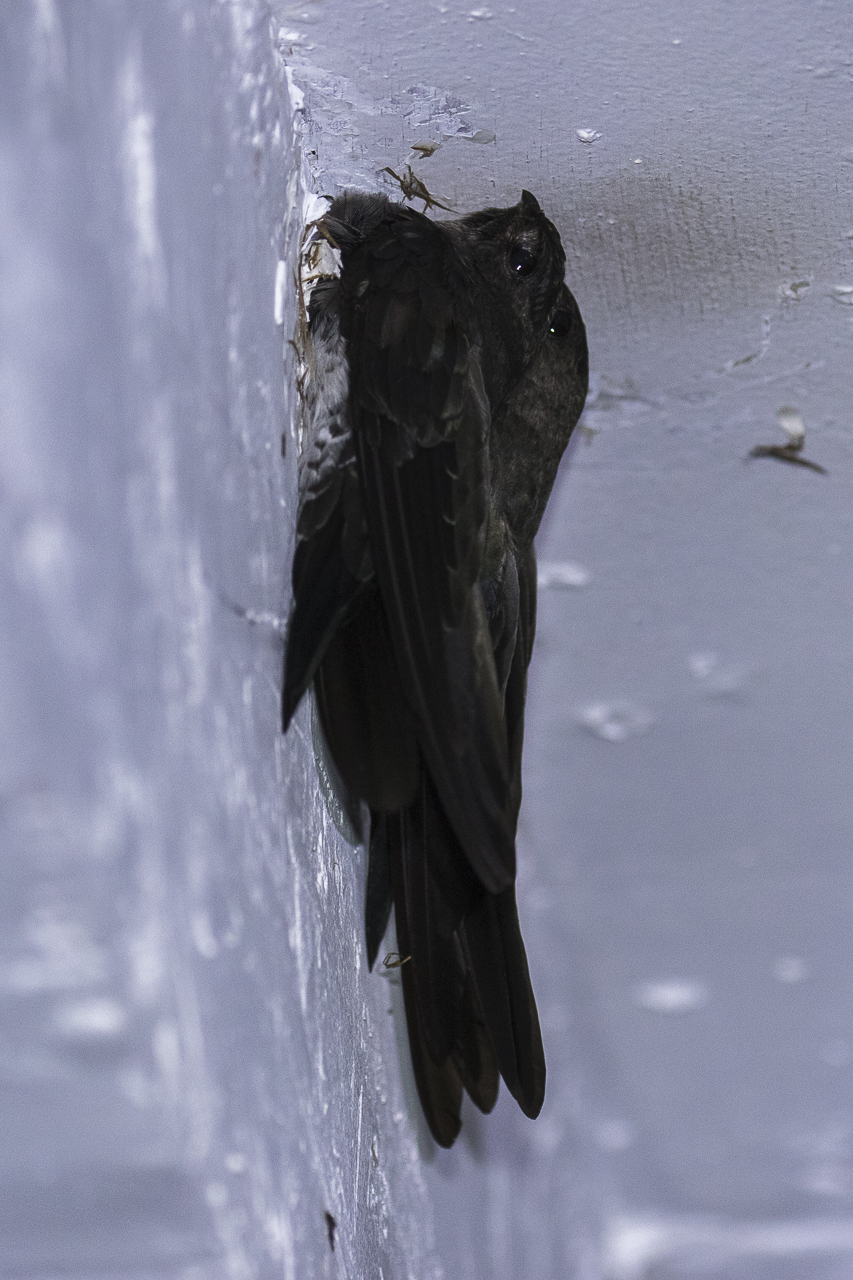
Collocalia linchi

## Systématique et taxinomie
La sous-espèce Collocalia linchi dodgei (Richmond, 1905) a été élevée au rang d'espèce en 2008 ; elle est devenue la Salangane du Kinabalu (Collocalia dodgei).